# ناوشکن کلاس نویگاتوری
دیسترویر کلاس نویگاتوری (به انگلیسی: Navigatori-class destroyer) یک کلاس از کشتی است که طول آن ۱۰۷ متر (۳۵۱ فوت ۱ اینچ) می‌باشد.